# Intolerância religiosa

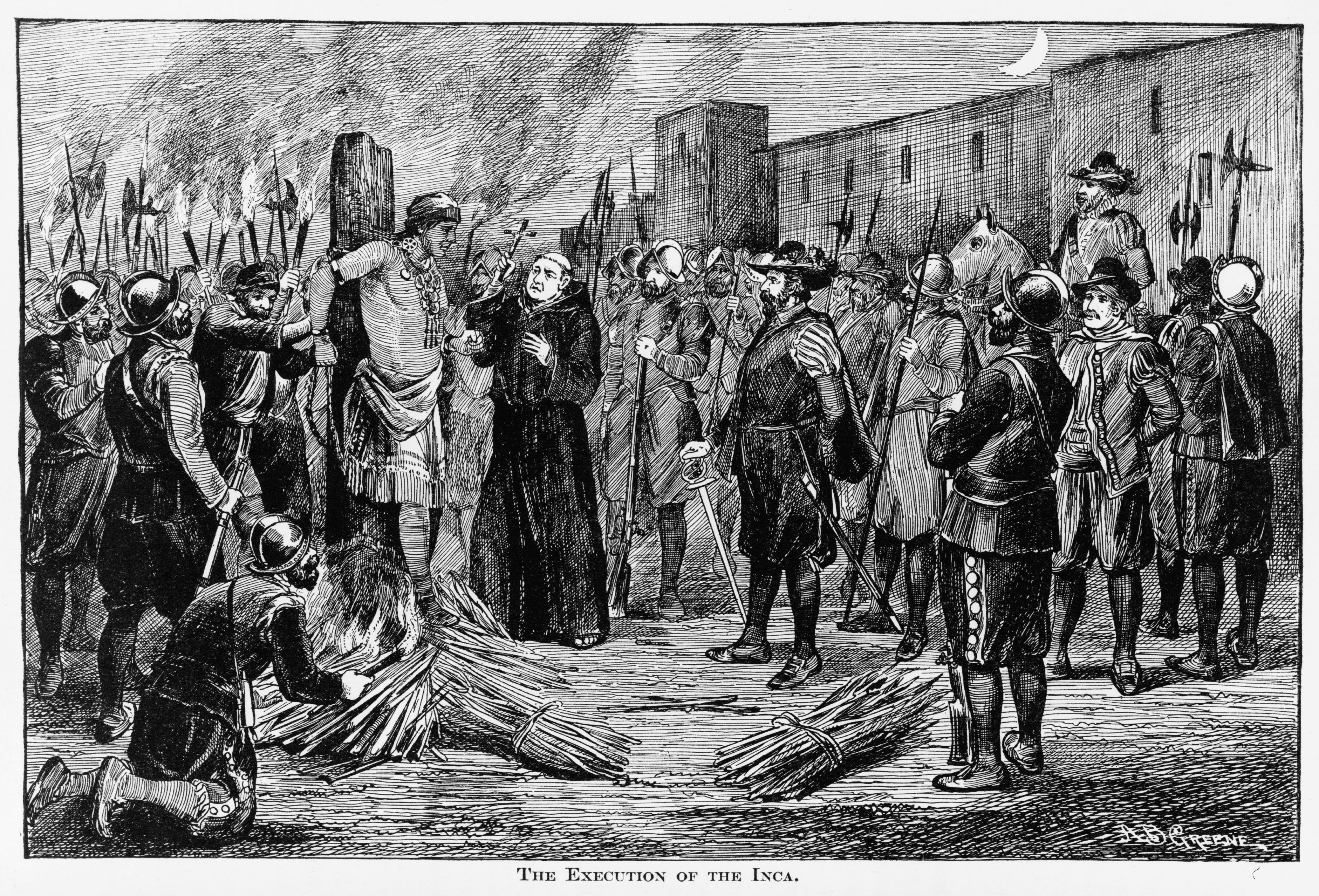
A execução do Inca Atahualpa pelos espanhóis. As religiões nativas foram proscritas pelo cristianismo, introduzido pelos invasores. Ilustração de A.B. Greene, 1891

Intolerância religiosa é um termo que descreve a atitude mental caracterizada pela falta de habilidade ou vontade em reconhecer e respeitar práticas e crenças religiosas de terceiros, ou a sua ausência. Pode-se constituir uma intolerância ideológica ou política, sendo que, ambas têm sido comuns através da história. A maioria dos grupos religiosos já passou por tal situação numa época ou outra. Floresce devido à ausência de liberdade de religião e pluralismo religioso.
Perseguição, neste contexto, pode referir-se a prisões ilegais, espancamentos, torturas, execução injustificada, negação de benefícios e de direitos e liberdades civis. Pode também implicar confisco de bens e destruição de propriedades, ou incitamento ao ódio.

## Perseguição na Antiguidade
Um exemplo de intolerância religiosa na Antiguidade, é a perseguição dos primeiros cristãos pelos judeus e pagãos.

## Perseguições na Idade Média e Moderna
Os judeus tornaram-se alvo preferencial de perseguição religiosa ainda antes do fim do Império Romano, mas esta perseguição recrudesceu durante a Idade Média. Conversões forçadas tornaram-se comuns, por exemplo na Península Ibérica, a partir de meados do Século XIV.

## Perseguições na Idade Contemporânea
A perseguição religiosa atingiu níveis nunca vistos antes na História durante o século XX, quando os nazistas perseguiram milhões de judeus e outras etnias indesejadas pelo regime. Esta perseguição em massa usualmente conhecida por Holocausto, vitimou milhões de pessoas. Contudo, o nazismo perseguiu os judeus como raça e não propriamente como religião.
Outro exemplo de perseguição religiosa na idade contemporânea foi a perseguição por parte da antiga União Soviética que perseguiu vários grupos religiosos pois eram um estado de jurisdição ateísta. A perseguição não precisa ser necessariamente estatal na contemporaneidade, como no caso da extinção de duas cidades cristãs no Levante pelo Al-jayš as-suri al-ħurr, o que levou ao deslocamento forçado de oitenta mil pessoas. Ditaduras nem sempre estão associadas a perseguição religiosa. Por exemplo, no Egito de Hosni Mubarak, no Iraque de Saddam Hussein e na Líbia de Muammar al-Gaddafi, as minorias cristãs sentiam-se protegidas da perseguição islâmica e eram autorizadas a praticar suas doutrinas. Em contrapartida, comprometiam-se a ficar afastadas da política. O Vaticano denomina esses acordos como síndrome dos pandas, nome dos inofensivos ursos vegetarianos protegidos pelas autoridades chinesas, para evitar sua extinção.

## Intolerância religiosa contra ateus e apóstatas
O ateísmo sempre foi uma forma de pensamento perseguida, clandestina e discriminada, cuja situação piorou com o auge dos monoteísmos.
No caso da Inquisição da Igreja Católica, a apostasia no cristianismo (renúncia à fé católica), como sinónimo de ateísmo, era considerado o maior de todos os crimes, tornando-se o réu perjuro. Pedia esta instituição aos soberanos feitos súbditos pelo batismo o apoio ativo contra os hereges e as leis de direito canónico explicitavam a heresia, o cisma e a apostasia como delitos contra a fé. Atualmente o Código de Direito Canónico já não mantém penas para ateus e apóstatas, no entanto, existem os castigos de excomunhão, e o impedimento de acesso ao casamento religioso e aos ritos funerários.
No caso do Judaísmo, a apostasia nesta religião, tal como a heresia, eram sinónimos de “negação de Deus” e, portanto, do ⁣ateísmo, associado também ao Epicurismo, sendo os epicuristas vistos com suspeição por serem contrários aos dogmas da religião. O facto das comunidades judaicas serem governadas por potências externas, refletia normalmente as leis e políticas destas, mas a rejeição foi particularmente visível nos tempos do Segundo Templo, com a marginalização dos não crentes, considerados impuros.
Para o Islamismo, a apostasia no Islã/Islão engloba tanto o ateísmo como a conversão a outra religião, admitiam a expulsão, mas, tal como acontecia com os Bizantinos, os Sassânidas ou a Inquisição, também a pena de morte, como castigo máximo para tal “ofensa”. Pelo contrário, a manutenção de crenças anteriores ao início do domínio muçulmano de um território era visto como lamentável, mas tolerado. Na atualidade os países de maioria islâmica sob regimes autocráticos e com sistemas jurídicos baseados na Xaria, continuam a ser os únicos com manutenção da pena de morte para o abandono da religião islâmica, e promovendo a perseguição de minorias religiosas.
Em países de maioria budista, como o Myanmar ou o Sri Lanka, ou hinduísta, como a Índia, ateus e apóstatas enfrentam hostilidade social e discriminação.

## Nos Estados Unidos da América
No século XIX, houve intensa perseguição contra os pioneiros mórmons que habitavam os estados de Ohio, Missouri e Illinois, sendo que muitos chegaram a ser expulsos de suas casas.

## No Brasil
Com o crescimento da diversidade religiosa no Brasil é verificado um crescimento da intolerância religiosa, tendo sido criado até mesmo o Dia Nacional de Combate à Intolerância Religiosa (21 de janeiro) por meio da Lei nº 11.635, de 27 de dezembro de 2007, sancionada pelo presidente Luiz Inácio Lula da Silva, o que foi um reconhecimento do próprio Estado da existência do problema.
A data foi instituída tendo como pano de fundo um dos episódios de grande repercussão no país, a violência praticada contra a ialorixá Gildásia dos Santos, a Mãe Gilda, falecida em 2000 por complicações na saúde, consequentes de perseguição religiosa. Implementar a data no calendário nacional foi o reconhecimento oficial da trajetória de luta da sacerdotisa e, notadamente, de diversas líderes religiosas, evidenciando o trabalho das mulheres negras pela superação do racismo, das desigualdades e da busca por justiça ao povo de candomblé. O caso de Mãe Gilda é um dos mais emblemáticos na luta contra o racismo e o ódio religioso no Brasil. Após ter sua imagem maculada e o terreiro (Ilê Axé Abassá de Ogum, em Salvador) invadido e depredado por representantes de outra religião, a sacerdotisa teve agravamentos de problemas de saúde e morreu em 21 de janeiro de 2000. O caso repercutiu amplamente, resultando em projetos de lei na esfera municipal e, em seguida, sendo reconhecido na esfera federal pelo então presidente Lula que, em 2007, sancionou o Dia Nacional de Combate à Intolerância Religiosa, fazendo da data um marco nacional.

## Legislação contemporânea
Vários países ao redor do mundo incluíram cláusulas nas suas constituições proibindo expressamente a promoção ou prática de certos actos de intolerância religiosa ou de favorecimento religioso dentro das suas fronteiras. Exemplos incluem a Primeira Emenda da Constituição dos Estados Unidos, o Artigo 4 da Lei Básica da Alemanha, o Artigo 44.2.1 da Constituição da República da Irlanda, o Artigo 40 da Constituição da Estônia , o Artigo 24 da Constituição da Turquia, o Artigo 19, Inciso I, da Constituição do Brasil e o Artigo 13, Inciso 2, da Constituição de Portugal. Muitos outros estados, embora não apresentem disposições constitucionais diretamente relacionadas à religião, contém não obstante, disposições proibindo a discriminação em bases religiosas (veja, por exemplo, o Artigo 1 da Constituição da França, o Artigo 15 da Carta de Direitos e Liberdades Canadense e o Artigo 40 da Constituição do Egito). Deve ser notado que estas disposições constitucionais não garantem necessariamente que todos os elementos do estado permaneçam livres de intolerância religiosa por todo o tempo, e a prática pode variar amplamente, de país para país.
Outros países permitem o favorecimento religioso por estabelecerem uma ou mais religiões estatais, condenando, ainda assim, a intolerância religiosa. A Finlândia, por exemplo, aprovou a Igreja Luterana Evangélica da Finlândia e a Igreja Ortodoxa Finlandesa como suas religiões oficiais estatais assegurando, no entanto, o direito da livre expressão religiosa no Artigo 11 da sua constituição.

## Brasil
Na legislação brasileira, há vários dispositivos que condenam a discriminação religiosa.
A lei federal 7 716, alterada pela lei 9 459.
O artigo 208 do código penal.
"Escarnecer de alguém publicamente, por motivo de crença ou função religiosa; impedir ou perturbar cerimônia ou prática de culto religioso; vilipendiar publicamente ato ou objeto de culto religioso: Pena - detenção, de um mês a um ano, ou multa."
Parágrafo único - "Se há emprego de violência, a pena é aumentada de um terço, sem prejuízo da correspondente à violência."

## Casos históricos notáveis
- Caça às bruxas
- Cruzadas
- Inquisição
- Perseguição aos Cristãos no Bloco do Leste
- Perseguição aos Cristãos na União Soviética
- Quebra de Xangô
- Narcopentecostalismo

### Casos individuais
- Jean Calas
- Jean-François de la Barre
- Caso Dreyfus
- Leopold Engleitner